# The Genographic Project
Das Genographic-Projekt wurde im April 2005 von der US-amerikanischen National Geographic Society und IBM in Kooperation mit der University of Arizona und Family Tree DNA gestartet und ist eine auf fünf Jahre angelegte anthropologische Studie mit dem Ziel, die historischen Wanderungsbewegungen der Menschheit zu kartieren. Dazu sollen DNA-Proben von über 100.000 Menschen auf allen fünf Kontinenten gesammelt werden.
Einzigartig an diesem Projekt ist, dass auch die Öffentlichkeit daran teilnehmen kann. Für 100 US-Dollar (Preis 2009, zzgl. Zoll und Versandkosten) kann man sich ein Selbsttest-Paket in die ganze Welt liefern lassen und einen selbst entnommenen Abstrich der Mundschleimhaut an National Geographic schicken. Nach der Analyse wird das Ergebnis anonym in einer Internet-Datenbank veröffentlicht. Man nutzt genetische Marker auf der mitochondrialen DNA (HVR1) um den Verwandtschaftsgrad in maternaler Linie zu bestimmen und auf dem Y-Chromosom (12 Microsatelliten Marker und Haplogruppen-SNPs) um den Verwandtschaftsgrad in paternaler Linie zu bestimmen. Jeder Teilnehmer der Studie kann somit seine eigene genetische Herkunft und die Verwandtschaft in maternaler und paternaler Linie erfahren. Bis April 2009 hatten bereits mehr als 300.000 interessierte Menschen teilgenommen und am 30. August 2009 zeigte der National Geographic Channel unter dem Titel The Human Family Tree (etwa Der Stammbaum des Menschen) eine Dokumentation, die unter Verwendung der bis jetzt vorliegenden Ergebnisse entstand.
Das 40-Millionen-Dollar-Projekt ist eine privat finanzierte Kooperation von National Geographic, IBM und der Waitt Family Foundation. Alle Überschüsse aus dem Verkauf der Selbsttest-Pakete sollen einem Fonds für Projekte zum Kulturschutz zugutekommen, die von Ureinwohnern vorgeschlagen werden.
Prominente Mitglieder sind Spencer Wells (Projektleiter, Wissenschaftler von National Geographic), Himla Soodyall (Wissenschaftler), Ajay Royyuru (Leiter der Bioinformatik, IBM).

Weltkarte der menschlichen Migrationen; Nordpol zentral abgebildet. Afrika, von wo die Migration ihren Ausgang nahm befindet sich unten rechts. Die Migrationsmuster basieren auf Untersuchungen der mitochondrialen (matrilinealen) DNA.